# Radersburg
Radersburg é uma Região censo-designada localizada no estado americano de Montana, no Condado de Broadwater.

## Demografia
Segundo o censo americano de 2000, a sua população era de 70 habitantes.

## Geografia
De acordo com o United States Census Bureau tem uma área de
1,7 km², dos quais 1,7 km² cobertos por terra e 0,0 km² cobertos por água. Radersburg localiza-se a aproximadamente 1317 m acima do nível do mar.

## Localidades na vizinhança
O diagrama seguinte representa as localidades num raio de 36 km ao redor de Radersburg.